# Font (mértékegység)
A font a tömeg egy mértékegysége, ősi, mezopotámiai eredetű. Ma már csak egyes helyeken használatos: az Egyesült Királyságban, általában a Brit Nemzetközösség országaiban, valamint az Amerikai Egyesült Államokban az angol font (pound) hivatalos mértékegység, továbbá Németországban (Pfund) a köznyelvben 0,5 kg-ot jelent.
1 angol font (pound, rövidítve lb, ℔ vagy lbm) egészen pontosan 453,59237 grammnak felel meg.
Ahogy az a tömeg mértékegységeivel történni szokott, helytelenül ugyan, de a fontot is használják a súly mértékegységeként is. A fonthoz kapcsolódó hivatalos súlyegység valójában a pound-force.

## Néhány régi font átszámítása
- belga font (Pfund) = 0,4702 kg
- dán font = 0,5 kg
- francia font (livre) = 0,489506 kg
- holland font (Troy Pf.) = 0,4522 kg
- karoling font ~ 0,408 kg
- magyar (ún. bécsi font) = 0,56006 kg
- német font (Pfund) = 0,4767 kg
- norvég font = 0,4984 kg
- orosz font (funt) = 0,40952 kg
- portugál font (libra) = 0,459 kg
- római font (libra) = 0,32745 kg
- spanyol font (libra) = 0,460093 kg
- svájci font (pfund) = 0,500 kg
- svéd font (skålpund) = 0,425076 kg